# Eddie Tolan
Thomas Edward Tolan, detto Eddie (Denver, 29 settembre 1908 – Detroit, 31 gennaio 1967), è stato un velocista statunitense, vincitore di due medaglie d'oro ai Giochi olimpici di Los Angeles 1932.

## Biografia

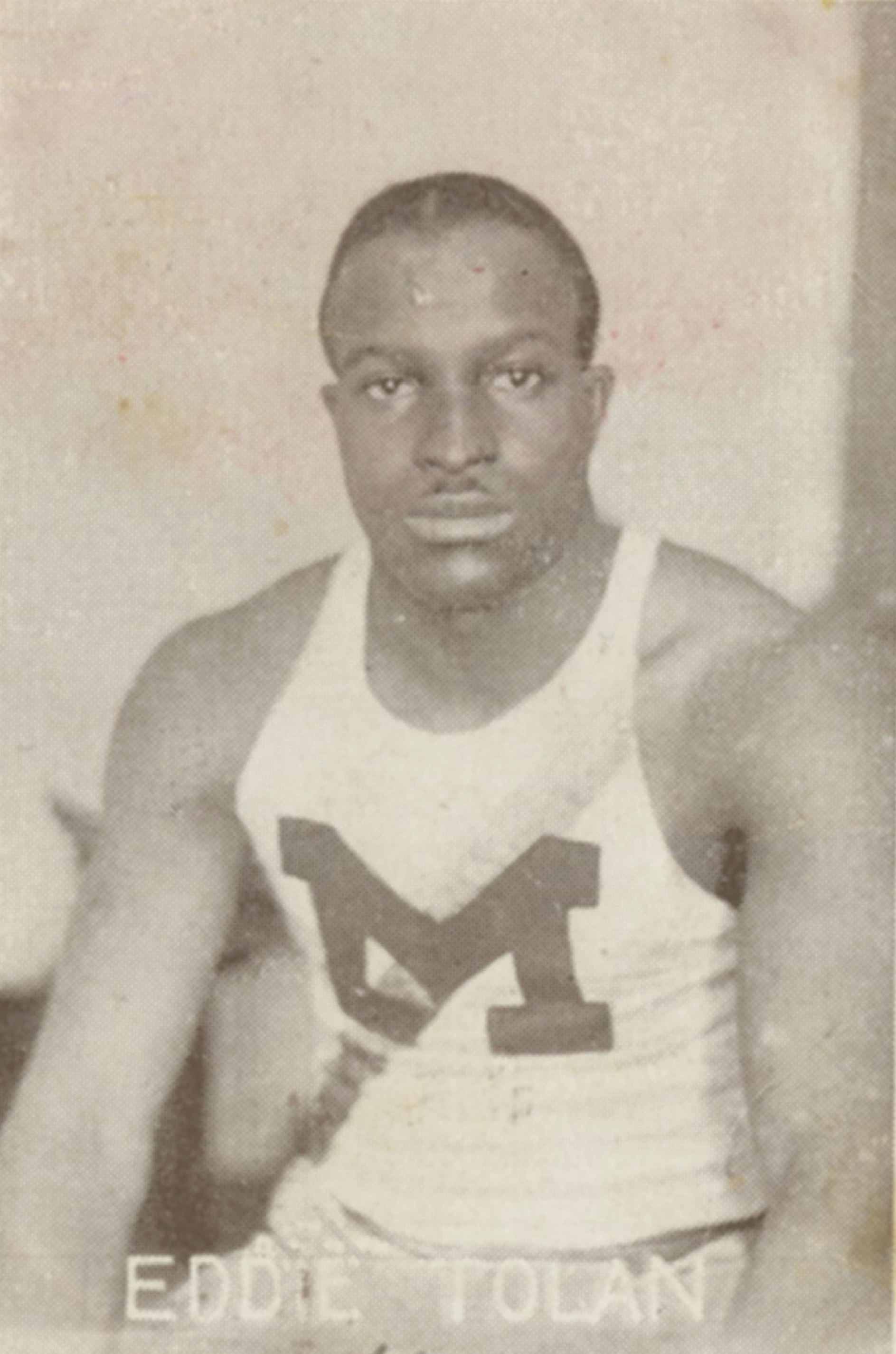
Eddie Tolan (1930 circa)

Soprannominato The Midnight Express (l'espresso di mezzanotte) per via della sua pelle nerissima, non particolarmente alto né dotato di fisico longilineo, ha dominato come velocista la scena internazionale tra la fine degli anni venti e l'inizio degli anni trenta.
Allenato da Steve Farrell, nel 1929 eguagliò in due occasioni il record mondiale dei 100 metri piani (10"4), fino a quel momento detenuto da Charley Paddock. Prese quindi parte ai Giochi olimpici di Los Angeles 1932, conquistando due medaglie d'oro nei 100 metri piani e nei 200 metri piani e divenendo così il quarto atleta della storia a vincere entrambe le gare di velocità in un'edizione olimpica (dopo Archie Hahn nel 1904, Ralph Craig nel 1912 e Percy Williams nel 1928).
La finale dei 100 metri piani, in particolare, fu una delle più combattute e discusse della storia olimpica: dopo aver stabilito nei quarti di finale il record olimpico (10"4) e aver vinto la sua semifinale, Tolan si qualificò per la finale insieme all'altro favorito della vigilia, il connazionale Ralph Metcalfe, fresco vincitore dei trials olimpici americani davanti allo stesso Tolan. In finale, Tolan diede prova di una buona partenza e, dopo aver superato il giapponese Takayoshi Yoshioka, si portò in testa ad una quarantina di metri dal traguardo. Negli ultimi metri di gara, tuttavia, venne raggiunto e infine sopravanzato sulla linea d'arrivo da Metcalfe, che sembrò alla folla il vincitore. Entrambi i corridori furono cronometrati manualmente in 10"3, tempo che andò ad eguagliare il record mondiale detenuto da Percy Williams, e perfino il sistema di cronometraggio elettronico ausiliario attribuì ad entrambi il medesimo tempo al centesimo (10"38), rendendo impossibile decretare un vincitore. Per uscire dall'impasse, i giudici di gara ricorsero quindi all'interpretazione del regolamento vigente all'epoca, il quale assegnava la vittoria all'atleta che per primo "attraversava la linea d'arrivo con tutto il torso" (e non, come oggi, al primo che "raggiunge" la stessa linea con una qualsiasi parte del torso); di conseguenza, nonostante il petto di Metcalfe, in rapida rimonta, avesse effettivamente toccato per primo il filo di lana, fu Tolan, meglio proteso in avanti sul traguardo, a superare per primo la linea con l'intero busto. Così, dopo un lunghissimo esame dei filmati, i giudici di gara assegnarono la vittoria a Tolan.
Una vittoria più netta la ottenne invece sulla doppia distanza, dove fece registrare il nuovo record olimpico con il tempo di 21"2, in una finale tuttavia viziata da un clamoroso errore di misurazione del décalage: a farne le spese fu nuovamente Metcalfe, partito più indietro di circa un metro e mezzo rispetto agli avversari, che dovette accontentarsi della medaglia di bronzo decidendo di non presentare reclamo per non rischiare di vanificare la tripletta statunitense (al secondo posto giunse infatti George Simpson).
Nella stessa rassegna olimpica non partecipò alla staffetta 4×100 metri, che vinse la medaglia d'oro e stabilì il nuovo record mondiale, a causa della decisione dei dirigenti statunitensi di schierare una staffetta composta di soli atleti bianchi (stessa sorte toccò a Metcalfe).

## Curiosità
Eddie Tolan è ricordato per essere stato il primo atleta afroamericano a vincere il titolo olimpico nei 100 metri piani e nei 200 metri piani, quattro anni prima delle gesta di Jesse Owens (vincitore di quattro ori ai Giochi di Berlino 1936).

## Palmarès
| Anno | Manifestazione  | Sede        | Evento      | Risultato | Prestazione | Note            |
| ---- | --------------- | ----------- | ----------- | --------- | ----------- | --------------- |
| 1932 | Giochi olimpici | Los Angeles | 100 m piani | Oro       | 10"3        | =               |
| 1932 | Giochi olimpici | Los Angeles | 200 m piani | Oro       | 21"2        | Record olimpico |